# Maxillaria merana
Maxillaria merana är en orkidéart som beskrevs av Dodson. Maxillaria merana ingår i släktet Maxillaria och familjen orkidéer. Inga underarter finns listade i Catalogue of Life.